# Emese Antal
Emese Dörfler-Antal (ur. 13 lutego 1971 w Târgu Mureș) – rumuńska łyżwiarka szybka reprezentująca także Austrię.

## Kariera
Pierwszy raz na arenie międzynarodowej Emese Antal pojawiła się w 1989 roku, zajmując siódme miejsce w wieloboju podczas mistrzostw świata juniorów w Kijowie. Wkrótce potem uciekła z komunistycznej Rumunii do Austrii. W 1991 roku wyszła za mąż i uzyskała austriackie obywatelstwo, od tej pory startując w barwach Austrii pod nazwiskiem Dörfler-Antal. Pierwszy sukces osiągnęła 30 listopada 1991 roku w Warszawie, gdzie zajęła trzecie miejsce w biegu na 1500 m podczas zawodów Pucharu Świata. W biegu tym wyprzedziły ją jedynie inna reprezentantka Austrii, Emese Hunyady oraz Sandra Voetelink z Holandii. Dzień później na dwukrotnie dłuższym dystansie ponownie była trzecia, tym razem ulegając Hunyady i Niemce Claudii Pechstein. W klasyfikacji końcowej najlepiej wypadła w sezonie 1991/1992, kiedy była dziesiąta w klasyfikacji 1500 m. W 1994 roku wystartowała na igrzyskach olimpijskich w Lillehammer, gdzie jej najlepszym wynikiem było trzynaste miejsce w biegu na 3000 m. Na rozgrywanych cztery lata później igrzyskach w Nagano zajęła 30. miejsce w biegu na 1500 m oraz 27. miejsce na dwukrotnie dłuższym dystansie. Najlepszy wynik na mistrzostwach świata osiągnęła w 1994 roku, zajmując siódme miejsce na wielobojowych mistrzostwach świata w Butte. W poszczególnych biegach była tam trzecia na 500 m, dwunasta na 3000 m, ósma na 1500 m oraz dziesiąta na dystansie 5000 m. Była też między innymi dziesiąta mistrzostwach Europy w Heerenveen w 1995 roku. W 2006 roku zakończyła karierę.